# Гран-при Европы 2009 года
Гран-при Европы 2009 года — одиннадцатый этап чемпионата мира в классе Формулы-1 2009 года, проходил с 21 по 23 августа на городской трассе Валенсия. Гонка состояла из 57 кругов, а общая дистанция гонки составила 303,9 км. Гонку выиграл Рубенс Баррикелло из «Brawn GP», стартовав третьим. Чемпион мира 2008 года Льюис Хэмилтон финишировал вторым на автомобиле «McLaren-Mercedes», в то время как чемпион мира 2007 Кими Райкконен финишировал третьим на автомобиле «Ferrari». Лидер чемпионата Дженсон Баттон финишировал седьмым вторую гонку подряд, но упрочил своё лидирование, поскольку гонщики команды «Red Bull Racing» Марк Уэббер и Себастьян Феттель не смогли набрать очки.
Эта победа стала первой для Баррикелло начиная с Гран-при Китая 2004 года, когда он ещё выступал за «Ferrari». Хэмилтон и Райкконен финишировали на подиуме второй раз подряд. Эта гонка стала дебютной для бывшего гонщика серии «GP2» Ромена Грожана. Он заменил Нельсона Пике-младшего в «Renault». Также на этом Гран-при вернулся Лука Бадоер, которые не выступал в гонках с Гран-при Японии 1999 года. Он заменил травмированного Фелипе Массу в «Ferrari».

## Отчёт

### Перед гонкой
Дженсон Баттон перед началом уик-энда лидирует в личном зачёте, опережая на 18,5 очков Марка Уэббера, который в свою очередь на 4,5 очка обошёл Себастьяна Феттеля, который идёт с 47 очками, всего лишь на 3 очка больше чем у бразильца Рубенса Баррикелло.
«Brawn GP» продолжает лидировать в кубке конструкторов, опережая на 15,5 очков «Red Bull Racing», у которой отрыв 58,5 очков от защищающей чемпионский титул «Ferrari». «Ferrari» обошла «Toyota» после того как Кими Райкконен финишировал вторым в предыдущей гонке.
Двукратный чемпион Формулы-1 Фернандо Алонсо выигрывал «Гран-при Европы» в 2005 и 2007 годах на трассе «Нюрбургринг», Германия. Фелипе Масса одерживал победу в 2008 году на городской трассе в Валенсии. Рубенс Баррикелло выигрывал «Гран-при Европы» в 2002 году, и он единственный из остальных гонщиков 2009 года, кто побеждал в этом Гран-при.
Из-за того что команда Renault на предыдущем этапе отпустила с пит-стопа Алонсо с незакреплённым колесом, команда пропустит участие в этом Гран-при. Но последовала апелляция и 17 августа суд её удовлетворил.
В связи с аварией Фелипе Массы в квалификации Гран-При Венгрии в Валенсии его заменит бывший гонщик Формулы 1 Михаэль Шумахер. Немец не принимал участия в Гран-при с конца сезона 2006 года, а вообще последний раз за руль машины Формулы 1 садился на тестах в 2008 году. 10 августа Михаэль Шумахер заявил что не сможет заменять Фелипе Массу в связи со старой травмой шеи. В итоге Фелипе Массу будет заменять Лука Бадоер.
После Гран-при Венгрии из «Renault» был уволен Нельсон Пике, и на его место пришёл швейцарец, выступающей по французской лицензии Ромен Грожан.

### Практики и квалификации
Три сессии свободных заездов проходили перед квалификацией, первая проходила в пятницу утром, а вторая после полудня. Сессии длились полтора часа и проходили в сухих условиях, температура воздуха в первой практике составляла 27 °C, а температура трассы 36 °C. Во второй сессии воздух прогрелся до 30 °C, а трасса прогрелась до 52 °C. Третья сессия проходила в субботу утром и продолжалась 1 час, была такая же солнечная погода и температура воздуха составляла 28 °C, а температура трассы была 41 °C.

Рубенс Баррикелло: «Приятно вновь почувствовать себя за рулём конкурентоспособной машины. По ходу двух пятничных сессий была проделана огромная работа в двух половинах боксов, и я доволен прогрессом машины. Если мы сможем продолжать в том же духе, нас ждёт хороший уик-энд».

Brawn смогли возвратить свою былую форму, когда температура асфальта стала выше чем на предыдущих трассах и Баррикелло смог установить быстрейшее время, вслед за ним пристроились два «McLaren’а» . Ковалайнена и Хэмилтона, которых отделяло всего 0,018екунды. Нико Росберг, который оказывался первым на большинстве практик сезона, показал лишь 14-е время за рулём Williams-Toyota в первой сессии в 1,3 секундах от Баррикелло, в то время как Кадзуки Накадзима показал седьмое время. Однако, и Росберг, и Накадзима смогли войти в первую пятёрку во второй сессии. Фернандо Алонсо на своём «домашнем» Гран-при, оказался быстрейшим во второй практике, в то время как Хэмилтон после разворота в начале сессии повредил свой автомобиль и показал худшее время.
Новый гонщик «Renault» Ромен Грожан стойко провёл 2 сессии, показав 17-е и 13-е время соответственно, хотя Алонсо опередил его в обоих сессиях на секунду. Лука Бадоер был 20-м и 18-м в двух пятничных практиках, поскольку он продолжал бороться с автомобилем, а его напарник Кими Райкконен был 11-м и 10-м в 2 сессиях. Гонщики «Toyota» Ярно Трулли и Тимо Глок столкнулись с трудностями и показали лишь 18-е и 19-е время соответственно. Хотя был маленький луч надежды, когда Трулли во второй сессии был 12-м, а Глок 15-м, в 0,225екундах позади напарника.
Серьёзные обновления автомобилей «Force India» сразу показали эффект: Адриан Сутиль был шестым в первой и второй практике, а Джанкарло Физикелла смог показать восьмое время. Гонщики «BMW Sauber» до обеда показали лишь 12-е и 15-е время. Но Роберт Кубица смог показать седьмое время, разделив два автомобиля «Force India».
Команда «Red Bull» боролась с жаркими условиями в обоих сессиях, против соперников из «Brawn». Феттель (пятый и девятый) Уэббер (8-й и 14-й) подавали большие надежды на улучшение результатов в субботу.
В субботу к всеобщему удивлению Адриан Сутиль возглавил итоговый протокол, поскольку в середине практики взорвался мотор Феттеля и был показан красный флаг из-за пролитого масла на трассе. Другой пилот «Force India», Физикелла был в 0,621 секунды от напарника на шестой позиции.
Кадзуки Накадзима был вторым, а Роберт Кубица добился третьего времени. Хейкки Ковалайнен показал четвёртое время и опередил Нико Росберга.
Команда «Brawn» показала средний темп, Баттон был седьмым, а Баррикелло 12-м. Оба болида Red Bull оказались в пятёрке худших, Феттель был 18-м и Уэббер 17-м. Лука Бадоер по прежнему был самым медленным и оказался на 3,055 секунды медленнее Адриана Сутиля.
В первой части квалификации быстрейшим был Баттон, прошедший круг за 1:38,531 Был оптимистичным темп «Force India», Физикелла остался в шаге от следующей части квалификации. Кадзуки Накадзима остановил свой автомобиль за несколько минут до конца квалификации и не смог пройти дальше. Также не смогли улучшить свои результаты Трулли, Альгерсуари и Бадоер.
Квалификационная сессия в субботу состояла из трёх частей. Первая длится 20 минут и пилоты показавшие 16-е время и медленнее не проходили в следующую часть квалификации. Вторая часть квалификации длилась 15 минут и «отсекались» болиды показавшие 11-е время и медленнее Финальная часть квалификации, которая длилась 10 минут, определяла первые десять позиций на стартовой решётке и решала судьбу поула. Болиды, которые не прошли в заключительную часть квалификации, свободны в выборе количества топлива. Болиды, которые участвовали в заключительной части квалификации начинали гонку с тем количеством топлива, с которым завершили квалификацию. Во время квалификации воздух прогрелся до 30 °C, а трасса до 39 °C.
Вторую сессию возглавил другой гонщик «Brawn» — Рубенс Баррикелло, время которого составило 1:38,076; то есть на секунду быстрее чем в первой части квалификации. Себастьен Буэми оказался последним и на полсекунды отстал от дебютанта Ромена Грожана, который показал 14-е время. Также не смогли пройти дальше Глок, Сутиль и Хайдфельд. Роберт Кубица смог выйти в третью часть квалификации.
В начале заключительной 10-минутной сессии времена были очень близкие. Баттон был первым из тех кто показал своё финальное время и не смог улучшить своё пятое время. Следующим был Баррикелло, который не улучшил своё время 2. Ковалайнен собирался завоевать поул-позицию, но ошибся в последнем повороте и в итоге он показал второе время. Хэмилтон узнав об этом по радиобмену вернулся в боксы. В итоге Хэмилтон завоевал свою первую поул-позицию, но что более примечательно это был дубль в квалификации для «McLaren». Баррикелло показал третье время, а Феттель четвёртое, разделив тем самым гонщиков «Brawn». Райкконен с топливом на первой отрезок гонки, оказался на 1,279екунды быстрее «пустого» автомобиля Луки Бадоера в первой части квалификации. Это первый поул для Льюиса Хэмилтона с Гран-при Китая 2008 года. Также это первый поул для автомобиля, оборудованного системой KERS.

Хейкки Ковалайнен: «Я немного перестарался. Всегда легко говорить, что можно было выступить чуть лучше, но в квалификации необходимо рисковать. Результаты очень плотные, если бы я ехал не на пределе, то вполне мог потерять три или четыре позиции. Расчет не оправдался, но, к счастью, я упустил всего одно место — это неплохой вариант для старта завтрашней гонки.
Нам удалось добиться прогресса: мои механики и наши сотрудники на базе работали, не жалея сил — пожалуй, сейчас они могут быть довольны результатом. После короткого отпуска мы выкладывались по максимуму, но скрестим пальцы — надеюсь, эти усилия действительно начинают оправдываться.»

Льюис Хэмилтон: "Мы долго не видели ничего подобного. В 2008-м и 2007-м зачастую хватало одной квалификационной попытки, а в этом сезоне приходилось использовать каждую секунду. К счастью, сегодня мне удалась пара действительно быстрых кругов — не было необходимости выезжать ещё раз, хотя, разумеется, всегда можно прибавить. У нас наилучшие шансы на подиум, но все зависит от тактики, от того, как пройдет старт, как сложится гонка.

Время которое показал Баррикелло с учётом топлива было быстрейшим в квалификации, а Ковалайнен был в 0,216 секунды позади него. Хэмилтон показал третье время, Баттон четвёртое, а Феттель пятое.
| Место | №  | Имя                 | Конструктор          | Часть 1  | Часть 2  | Часть 3  | Старт |
| ----- | -- | ------------------- | -------------------- | -------- | -------- | -------- | ----- |
| 1     | 1‡ | Льюис Хэмилтон      | McLaren-Mercedes     | 1:38,649 | 1:38,182 | 1:39,489 | 1     |
| 2     | 2‡ | Хейкки Ковалайнен   | McLaren-Mercedes     | 1:38,816 | 1:38,230 | 1:39,532 | 2     |
| 3     | 23 | Рубенс Баррикелло   | Brawn-Mercedes       | 1:39,019 | 1:38,076 | 1:39,563 | 3     |
| 4     | 15 | Себастьян Феттель   | Red Bull-Renault     | 1:39,295 | 1:38,273 | 1:39,789 | 4     |
| 5     | 22 | Дженсон Баттон      | Brawn-Mercedes       | 1:38,531 | 1:38,601 | 1:39,821 | 5     |
| 6     | 4‡ | Кими Райкконен      | Ferrari              | 1:38,843 | 1:38,782 | 1:40,144 | 6     |
| 7     | 16 | Нико Росберг        | Williams-Toyota      | 1:39,039 | 1:38,346 | 1:40,185 | 7     |
| 8     | 7  | Фернандо Алонсо     | Renault              | 1:39,155 | 1:38,717 | 1:40,236 | 8     |
| 9     | 14 | Марк Уэббер         | Red Bull-Renault     | 1:38,983 | 1:38,625 | 1:40,239 | 9     |
| 10    | 5  | Роберт Кубица       | BMW Sauber           | 1:38,806 | 1:38,747 | 1:40,512 | 10    |
| 11    | 6  | Ник Хайдфельд       | BMW Sauber           | 1:39,032 | 1:38,826 |          | 11    |
| 12    | 20 | Адриан Сутиль       | Force India-Mercedes | 1:39,145 | 1:38,846 |          | 12    |
| 13    | 10 | Тимо Глок           | Toyota               | 1:39,459 | 1:38,991 |          | 13    |
| 14    | 8  | Ромен Грожан        | Renault              | 1:39,322 | 1:39,040 |          | 14    |
| 15    | 12 | Себастьен Буэми     | Toro Rosso-Ferrari   | 1:38,912 | 1:39,514 |          | 15    |
| 16    | 21 | Джанкарло Физикелла | Force India-Mercedes | 1:39,531 |          |          | 16    |
| 17    | 17 | Кадзуки Накадзима   | Williams-Toyota      | 1:39,795 |          |          | 17    |
| 18    | 9  | Ярно Трулли         | Toyota               | 1:39,807 |          |          | 18    |
| 19    | 11 | Хайме Альгерсуари   | Toro Rosso-Ferrari   | 1:39,925 |          |          | 19    |
| 20    | 3‡ | Лука Бадоер         | Ferrari              | 1:41,413 |          |          | 20    |

## Гонка
| Место | С  | №  | Гонщик              | Команда              | Ш | Круги | Время/причина схода | О  |
| ----- | -- | -- | ------------------- | -------------------- | - | ----- | ------------------- | -- |
| 1     | 3  | 23 | Рубенс Баррикелло   | Brawn-Mercedes       | B | 57    | 1:35:51,289         | 10 |
| 2     | 1  | 1‡ | Льюис Хэмилтон      | McLaren-Mercedes     | B | 57    | +2,358              | 8  |
| 3     | 6  | 4‡ | Кими Райкконен      | Ferrari              | B | 57    | +15,994             | 6  |
| 4     | 2  | 2‡ | Хейкки Ковалайнен   | McLaren-Mercedes     | B | 57    | +20,032             | 5  |
| 5     | 7  | 16 | Нико Росберг        | Williams-Toyota      | B | 57    | +20,870             | 4  |
| 6     | 8  | 7  | Фернандо Алонсо     | Renault              | B | 57    | +27,744             | 3  |
| 7     | 5  | 22 | Дженсон Баттон      | Brawn-Mercedes       | B | 57    | +34,913             | 2  |
| 8     | 10 | 5  | Роберт Кубица       | BMW Sauber           | B | 57    | +36,667             | 1  |
| 9     | 9  | 14 | Марк Уэббер         | Red Bull-Renault     | B | 57    | +44,910             |    |
| 10    | 12 | 20 | Адриан Сутиль       | Force India-Mercedes | B | 57    | +47,935             |    |
| 11    | 11 | 6  | Ник Хайдфельд       | BMW Sauber           | B | 57    | +48,822             |    |
| 12    | 16 | 21 | Джанкарло Физикелла | Force India-Mercedes | B | 57    | +1:03,614           |    |
| 13    | 18 | 9  | Ярно Трулли         | Toyota               | B | 57    | +1:04,527           |    |
| 14    | 13 | 10 | Тимо Глок           | Toyota               | B | 57    | +1:26,519           |    |
| 15    | 14 | 8  | Ромен Грожан        | Renault              | B | 57    | +1:31,774           |    |
| 16    | 19 | 11 | Хайме Альгерсуари   | Toro Rosso-Ferrari   | B | 56    | +1 круг             |    |
| 17    | 20 | 3‡ | Лука Бадоер         | Ferrari              | B | 56    | +1 круг             |    |
| 18    | 17 | 17 | Кадзуки Накадзима   | Williams-Toyota      | B | 54    | +3 круга            |    |
| Сход  | 15 | 12 | Себастьен Буэми     | Toro Rosso-Ferrari   | B | 41    | Тормоза             |    |
| Сход  | 4  | 15 | Себастьян Феттель   | Red Bull-Renault     | B | 23    | Мотор               |    |

Круги лидирования:
1-15; 21-36 Льюис Хэмилтон
16 Хейкки Ковалайнен
17-20; 37-57 Рубенс Баррикелло

## Положение в чемпионате после Гран-при
| Место | Гонщик            | Очки |
| ----- | ----------------- | ---- |
| 1     | Дженсон Баттон    | 72   |
| 2     | Рубенс Баррикелло | 54   |
| 3     | Марк Уэббер       | 51,5 |
| 4     | Себастьян Феттель | 47   |
| 5     | Нико Росберг      | 29,5 |

| Место | Команда          | Очки |
| ----- | ---------------- | ---- |
| 1     | Brawn-Mercedes   | 126  |
| 2     | Red Bull-Renault | 98,5 |
| 3     | Ferrari          | 46   |
| 4     | McLaren-Mercedes | 41   |
| 5     | Toyota           | 38,5 |

- Примечание: Только 5 позиций включены в обе таблицы.